# Bendorzyn
Bendorzyn – wieś w Polsce położona w województwie mazowieckim, w powiecie sierpeckim, w gminie Mochowo.  Ma status sołectwa. Leży około 16 km od Bielska.
W roku 1305 Bendorzyn został przyłączony do parafii  w Gozdowie, a w roku 1366 przeniesiony został do parafii Bądkowo Kościelne.
W latach 1975–1998 miejscowość administracyjnie należała do województwa płockiego.
| SIMC    | Nazwa   | Rodzaj    |
| ------- | ------- | --------- |
| 0571180 | Lisówka | część wsi |